# Russula foetens
Russula foetens Pers., Observationes mycologicae (Lipsiae) 1: 102 (1796).
La Russula foetens è una specie inconfondibile per il suo odore sgradevole di varechina che appartiene ad un gruppo di russule ("Ingratae") accomunate da cappello di colore da bruno-grigio-giallo a bruno-ocra, cuticola spesso vischiosa, margine in prevalenza striato, carne acre con odore nauseabondo.

## Descrizione della specie
Cappello 
5-10(20) cm di diametro, inizialmente emisferico, quindi convesso, spianato, alla fine anche un po' depresso.
Cuticolastaccabile fino a metà, molto vischiosa a tempo umido, percorsa da fini venature raggiate, di colore giallo bruno, giallo-miele o ocraceo, più scura al centro del cappello, sbiadisce nella vecchiaia.
Margineprofondamente solcato-scanalato fin da giovane, irregolarmente ondulato, lobato, fessurato nella direzione delle lamelle.
 Lamelle 
Spaziate, fragili, spesse, basse, distanti, disuguali, forcate, con venature biancastre, raccordate tra loro da lamellule, biancastre, poi crema o giallastre, con macchie brune o bruno-rossastre, essudanti gocce acquose nei giovani esemplari.
 Gambo 
7-13(15) x 3–4 cm, robusto, cilindrico, pieno, poi farcito ed infine ampiamente cavernoso, biancastro, con qualche zona o macchia ocracea o bruna, pruinoso
 Carne 
Consistente ma fragile, tenera, biancastra o leggermente color crema, diventa rosso-bruna a contatto con l'aria o con l'età.
- Odore: fetido, molto sgradevole, come di varechina; a volte ricorda un po' l'urina.
- Sapore: molto acre, nauseante quello delle lamelle, mite a volte quello del gambo.

 Spore 
9 x 8 µm, di colore crema-pallido, globulari, verrucose, uncinate.

## Habitat
Fungo simbionte, fruttifica nella stagione estivo-autunnale, solitario o a gruppi nei boschi umidi di conifere e di latifoglie, sia in pianura che in montagna. È diffuso in molte aree delle regioni settentrionali temperate.

## Commestibilità
Tossico. Provoca disturbi gastrointestinali.

## Specie simili
- Russula laurocerasi Melzer, con odore di mandorle amare, meno comune e mediamente più piccola.
- Russula illota Romagnesi, cappello 5-16, coperto da un velo violaceo, finché allo stato umido, col filo delle lamelle picchiettato di puntini nerastri, non commestibile, con odore di rancido e lievemente di mandorle amare.
- Russula subfoetens W.G. Smith, con odore meno repellente, meno robusta e con reazioni chimiche sulla carne, ingiallisce al contatto con KOH (idrossido di potassio) al contrario della R. foetens che non ha alcuna reazione.

## Etimologia
Dal latino foetens = fetido, in quanto emana cattivo odore.

## Nomi comuni
- Russula fetida
- Colombina fetida

## Sinonimi e binomi obsoleti
- Agaricus foetens Pers., Observationes mycologicae (Lipsiae) 1: 102 (1796)